# Исаевка (Тамалинский район)
Иса́евка — деревня Волче-Вражского сельсовета Тамалинского района Пензенской области. На 1 января 2017 года — 13 хозяйств, 35 жителей.

## География
Деревня расположена на севере Тамалинского района, на правом берегу реки Мача, к югу от посёлка Степного, расстояние до которого 3 км. Расстояние до районного центра пгт. Тамала — 42 км.

## История
По исследованиям историка — краеведа Полубоярова М. С., деревня образована между 1747 и 1762 годами поручиком Фокой Фёдоровичем Исаевым, по фамилии которого и названа. Называлась также по имени владельца Фокином, Фокиными Хуторами, и по имени его сына — Петрушкином. В 1780 году в составе Чембарского уезда, в 1912 году в Волче-Вражской волости Чембарского уезда, с 1930 года — центр сельсовета Чембарского района. В 1955 году вошла в состав Волче-Вражского сельсовета Белинского района, затем в составе Степного сельсовета Тамалинского района. Согласно Закону Пензенской области № 1992-ЗПО от 22 декабря 2010 года передана в Волче-Вражсский сельский совет Тамалинского района. В 50-х годах XX века — центральная усадьба колхоза имени К. Е. Ворошилова.

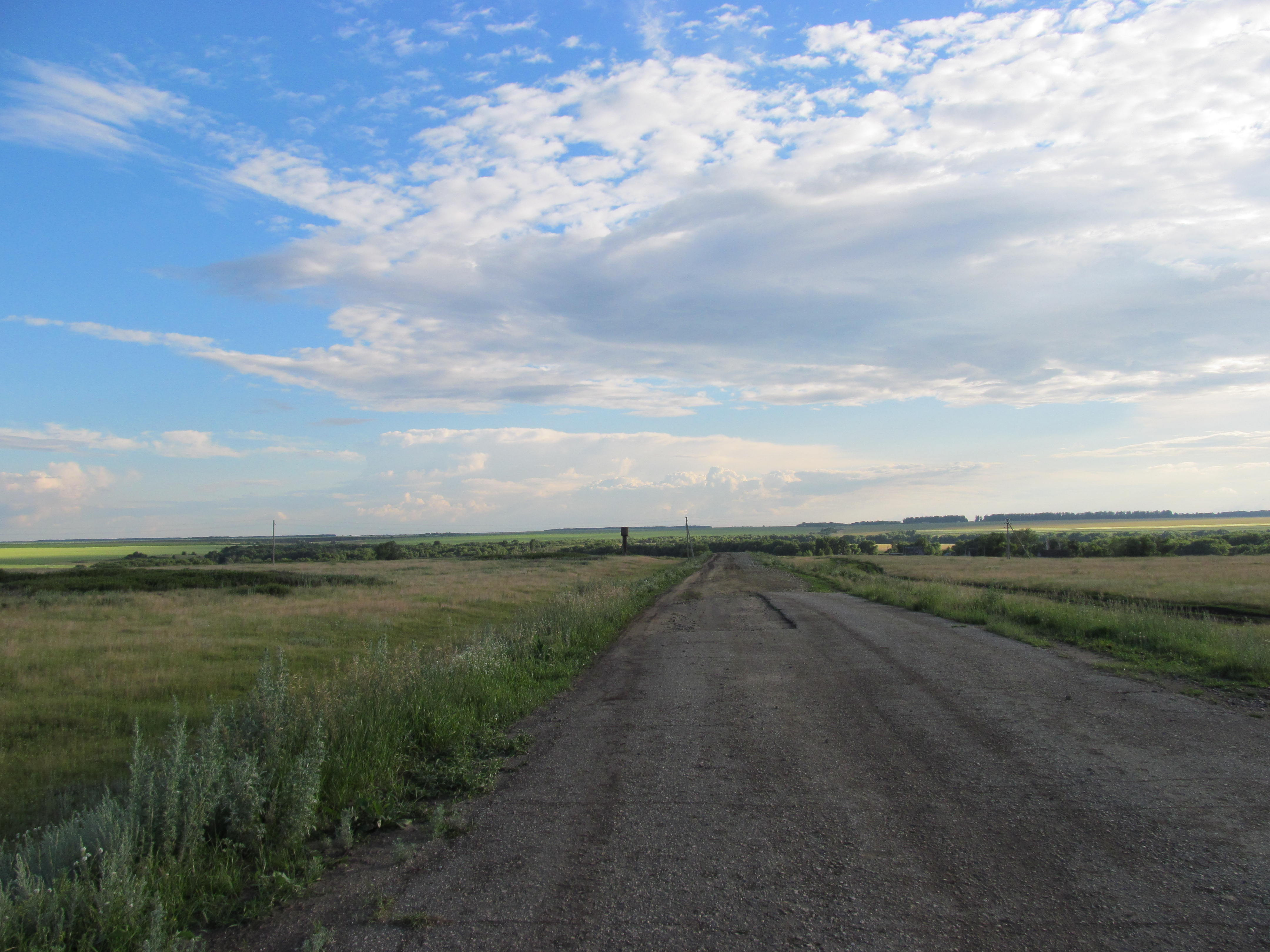
tamala58.ru

## Численность населения
| год                | 1864 | 1896 | 1912      | 1930 | 1959 | 1979 | 1989 | 1996 | 2004 | 2017 |
| ------------------ | ---- | ---- | --------- | ---- | ---- | ---- | ---- | ---- | ---- | ---- |
| количество жителей | 164  | 299  | около 313 | 557  | 241  | 133  | 37   | 54   | 55   | 35   |

## Улицы

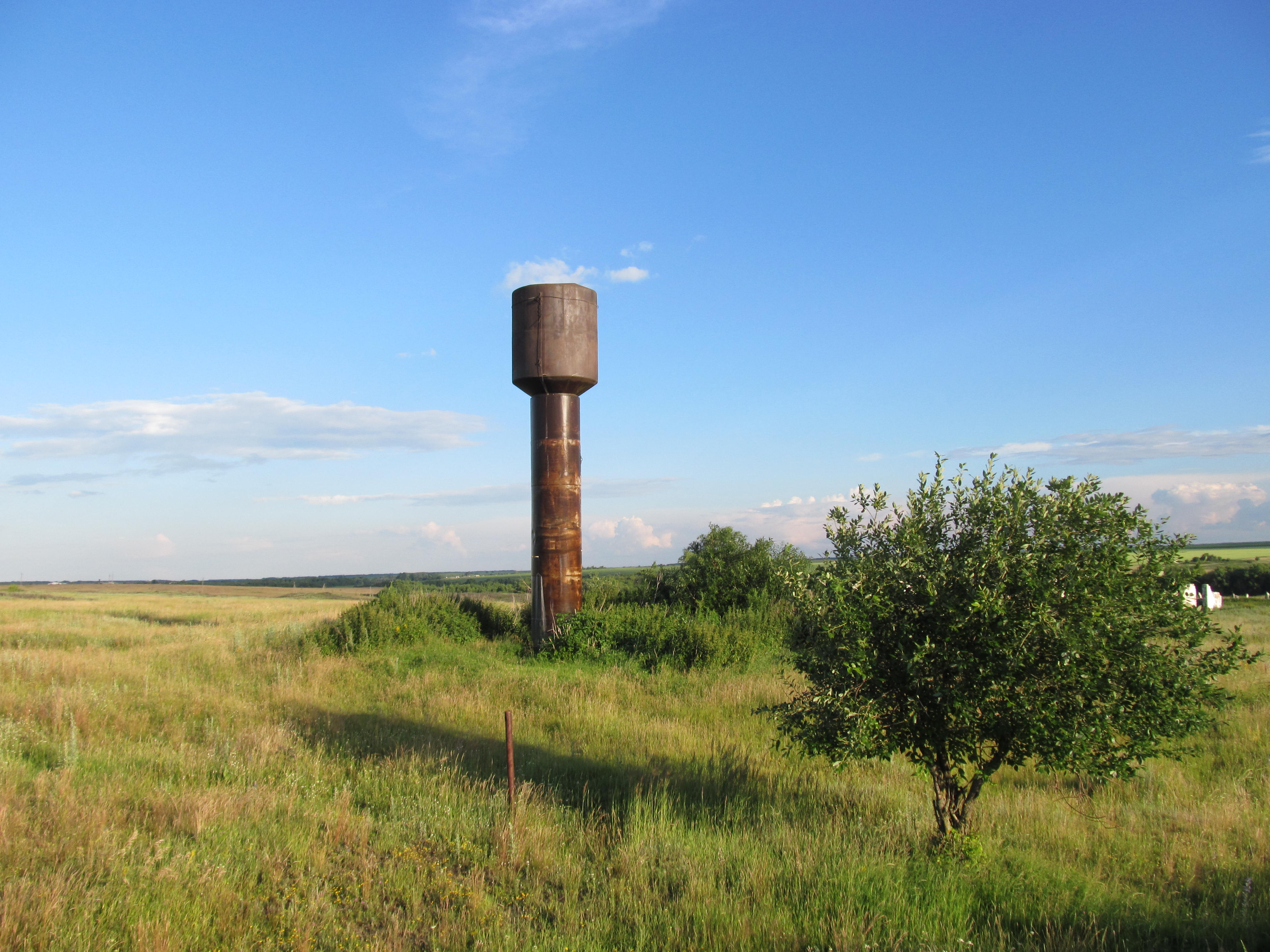
tamala58.ru

- Овражная;
- Школьная.